# Lissachatina fulica
El caracol gigante africano (Lissachatina fulica, anteriormente Achatina fulica) es una especie de caracol terrestre de la familia Achatinidae, en el orden Stylommatophora. Estos caracoles se encuentran frecuentemente en jardines y cultivos, donde se alimentan de distintas plantas, llegando incluso a convertirse en plagas de importancia económica.

## Descripción

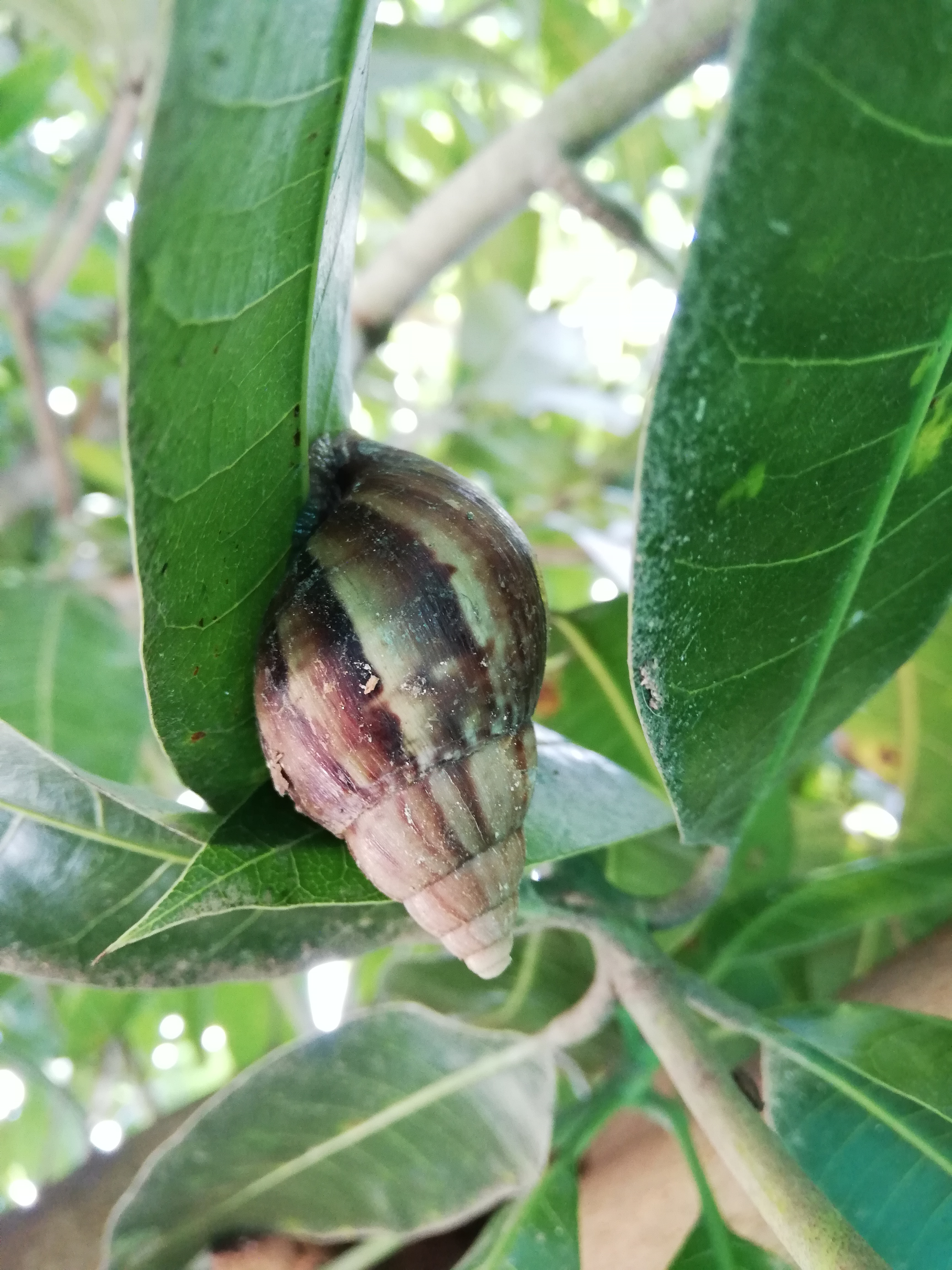
Lissachatina fulica reposando en una hoja de Mangifera

La concha del caracol gigante africano puede llegar a alcanzar 13 cm de longitud. Tiene forma helicoidal y está conformada por 7 a 9 vueltas y con ápex (punta) agudo. La superficie de la concha de color violeta oscuro alternado con amarillo claro. La textura es lisa. 
A pesar de que es una especie herbívora, puede alimentarse prácticamente de todo, incluyendo excrementos. En cautiverio, también puede consumir alimentos de origen animal, como comida de perros y gatos, aunque es notorio que el caracol común también consume estos alimentos en las épocas de lluvia.
Son ilegales en algunos países, entre ellos España (desde 2011), donde esta especie ha sido incluida en el Catálogo Español de Especies Exóticas Invasoras, así como en Estados Unidos, dado que puede convertirse en una plaga y puede cobijar nematodos, parásitos que se alojan en tejidos fibromusculares y secreciones de baba del animal, los cuales pueden causar diversas afecciones, como meningoencefalitis eosinofílica y angiostrongiliasis abdominal en humanos, transmitida por la lombriz Angiostrongylus cantonensis, que parasita los pulmones de las ratas. También es vector de la bacteria gramnegativa Aeromonas hydrophila, que causa diversos tipos de síntomas, principalmente en las personas con sistemas inmunológicos delicados, siempre en el supuesto de que su preparación para consumo no haya sido bien realizada. Asimismo, el consumo de esta especie por parte de perros domésticos les ha causado la muerte.
Como otras especies, Lissachatina fulica es hermafrodita, y crece y se reproduce a gran velocidad, por lo que puede llegar a producir graves daños en ecosistemas y cultivos tropicales.
Se recomienda no tomarlo con las manos desnudas y menos si en ellas hay cortaduras o heridas (se debería usar guantes siempre).
Es fundamental evitar el contacto directo con los caracoles y, en caso de ser necesario, se recomienda el uso de protección en las manos, dado que estos pueden transmitir enfermedades, incluyendo la meningitis.

### Ciclo de vida
Los caracoles gigantes africanos están activos entre los 9 y los 45 °C, cuando se superan esas temperaturas, entran en un estado de hibernación. Viven un promedio de seis años. Están principalmente activos entre la tarde y las primeras horas de la mañana.

## Distribución geográfica

### Como especie nativa
Como especia nativa, Lissachatina fulica es originario de África tropical: su distribución natural abarca amplias zonas tropicales y subtropicales de varios países de África Oriental, entre ellos Kenia, Tanzania y Somalia, en algunos de los cuales se denomina lambí.

### Como especie no nativa
Como especie no nativa, se lo ha registrado varios países de América del Sur, como Colombia, Venezuela (avistado en Ciudad Bolívar en 2013). También se la encuentra en Argentina, Bolivia, Paraguay, Brasil, Cuba, Guyana, Ecuador y Trinidad y Tobago. En Perú, fue reportado en la zona costera de Piura y Tumbes, además de la Selva Central como Chanchamayo Satipo,Nicaragua y República Dominicana.

## El caracol gigante africano como especie invasora
Es considerada una de las plagas agrícolas más perjudiciales del mundo, debido a su alta plasticidad a las variables ambientales, dieta polífaga y, principalmente, su alto potencial reproductivo, ya que pueden llegar a poner hasta seiscientos huevos. El caracol gigante africano ha sido incluido en la lista 100 de las especies exóticas invasoras más dañinas del mundo de la Unión Internacional para la Conservación de la Naturaleza. Además de los perjuicios económicos, es de interés sanitario dado que puede ser un vector de patógenos perjudiciales para la salud humana. 

### Cuba
La especie se detectó en Cuba en 2014; actualmente ha aparecido en trece provincias y solamente no ha sido reportada su presencia en Guantánamo, Pinar del Río y Cienfuegos.

### Nicaragua
El 20 de agosto de 2023, se descubrieron, en Nicaragua, ejemplares de caracol gigante en la carretera hacia Masaya. El hallazgo del caracol gigante africano ocurrió en una residencia ubicada en el kilómetro 16 de la vía que conecta Managua y Masaya.
Como respuesta a esta situación, el Sistema Nacional de Producción, Consumo y Comercio ha implementado medidas de bioseguridad en colaboración con diversas instituciones como el MINSA, SINAPRED, el Ejército de Nicaragua, la Policía Nacional y las alcaldías municipales. Entre estas acciones destaca la creación de un cerco preventivo para limitar la propagación de la plaga y atenuar sus impactos negativos.
El caracol gigante africano fue introducido por un individuo de origen español, quien fue expulsado de Costa Rica debido a su responsabilidad en la propagación de la plaga. Esta especie ingresó a Nicaragua a través de un punto no vigilado, y en la actualidad la problemática se encuentra extendiéndose en el país.

### España
Debido a su potencial colonizador y constituir una amenaza grave para las especies autóctonas, los hábitats o los ecosistemas, esta especie ha sido incluida en el Catálogo Español de Especies exóticas Invasoras, aprobado por Real Decreto 630/2013, de 2 de agosto.

### Argentina
En Argentina, el caracol gigante africano se introdujo por transporte humano a través de Brasil por uso alimenticio. Fue detectada oficialmente en junio de 2010 en la provincia de Misiones por el Servicio Nacional de Sanidad y Calidad Agroalimentaria y, posteriormente, en la provincia de Corrientes, se utiliza como carnada en la pesca deportiva los ríos argentinos.
Los últimos registros del sistema nacional de información sobre especies exóticas invasoras, indican que esta especie se encuentra en Corrientes y en Puerto Iguazú, pero también se puede encontrar en la selva paranaense.

### Estados Unidos
En los Estados Unidos, el caracol gigante africano fue observado en Florida en 2011,[cita requerida] y más tarde en 2021-22.

### Venezuela
En Venezuela se repòrta como especie introducida, invasora, registrada por Morocoima, Antonio y colaboradores durante el año 2014 estudiaron las excretas de 1.200 ejemplares capturados en los estados Anzoátegui, Monagas, Sucre y Nueva Esparta, del noreste de Venezuela. y registrada por Aguilar, Héctor F. y colaboradores en el Parque Los Ilustres en la Ciudad de Trujillo, edo. Trujillo, con observaciones de ocupar otras áreas.
Morocoima, Antonio et al. (2014) Achatina fulica Bowdich, 1822 (Mollusca, Gastropoda, Achatinidae) hospedador de helmintos, protozoarios y bacterias en el noreste de Venezuela. Bol Mal Salud Amb [online]. 2014, vol.54, n.2, pp.174-185. ISSN 1690-4648.
Aguilar, Héctor F.; Julio Barreto & Rafael Fernando Aguilar-Hoeger (2024). Registro del Caracol Gigante Africano Achatina (Lissachatina)  fulica Bowdich, 1822 (Mollusca, Stylommatophora, Acatinidae) en el Parque Los Ilustres en la Ciudad de Trujillo, edo. Trujillo, República Bolivariana de Venezuela Rev. Ecol. Lat. Am. Vol 24 Nº 1-3 pp 1-25  ISSN 1012-2494     Publicado: 31 04 2024                ۞ 2024 CIRES

### Bután
La especie ha sido observada en Bután (Gyelposhing, Mongar), donde es una especie invasora desde 2006 y su número ha aumentado drásticamente desde 2008.

## Subespecies
- Lissachatina fulica hamillei Petit, 1859[26]
- Lissachatina fulica rodatzi Dunker, 1852
- Lissachatina fulica sinistrosa Grateloup, 1840
- Lissachatina fulica umbilicata Nevill, 1879

## Parásitos que alberga
- Aelurostrongylus abstrusus.
- Angiostrongylus cantonensis: causa meningoencefalitis eosinofílica en humanos.
- Angiostrongylus costaricensis: causa angiostrongyliasis abdominal.
- Schistosoma mansoni: causa schistosomiasis, detectado en heces.
- Trichuris spp.: detectado en heces.
- Hymenolepis spp.: detectado en heces.
- Strongyloides spp.: detectado en heces.